# Eteroorganizzazione
Il termine etero-organizzazione (più spesso nella grafia eteroorganizzazione) indica, proprio per la sua composizione, una struttura organizzativa formata da diversi fattori: nel diritto commerciale è un requisito sempre richiesto, anche in minima parte per poter essere definito imprenditore, costituendo l'elemento di distinzione fra imprenditore e lavoratore autonomo.
Per diventare piccolo imprenditore diventa necessario intrecciare una serie di relazioni organizzative tra il proprio capitale o quello di terzi, o il lavoro di terzi con il proprio lavoro.
Un esempio pratico potrebbe essere il tecnico della tv che nonostante abbia un suo capitale composto dal furgoncino e dalla sua valigia degli attrezzi, questi utilizza il furgoncino ed i suoi attrezzi per mettere in atto il proprio lavoro.

## Etero-organizzazione in Psicologia
Il termine etero-organizzazione (o eco-organizzazione secondo Edgar Morin) è usato anche nell'ambito della psicologia e sta ad indicare la capacità di organizzarsi nella relazione con fattori esterni. Nello specifico un ramo della psicologia che sta cercando di applicare il modello dei sistemi complessi all'uomo, considera l'etero-organizzazione, al pari dell'auto-organizzazione una capacità specifica dell'essere vivente e dell'uomo. Un esempio banale dell'etero-organizzazione nell'essere umano è la madre nello sviluppo del bambino. Il neonato si organizza e sviluppa grazie al contributo della madre. Un esempio di auto-organizzazione è il DNA che è un principio organizzante che proviene dall'interno.

All'interno di quest'ottica Beebe e Lachman evidenziano l'influenza reciproca tra bambino e figura di accudimento, dove i modelli d'interazione sono considerati proprietà di un sistema diadico bambino-madre organizzato sia sulla autoregolazione dei suoi membri che sulla eteroregolazione.

Tutto il filone della teoria della complessità applicata alla psicologia sostiene che l'uomo va pensato come un sistema complesso adattivo che evolve tramite l'auto e l'etero-organizzazione.

"I tre elementi chiave che coinvolgono la vita di un organismo sono coerenza (auto- organizzazione), rapporto con l'ambiente (etero-organizzazione) ed evoluzione" (Florita, 2011).